# Ciclo de Gleissberg
El ciclo de Glessberg es una de las variaciones periódicas que experimenta la radiación solar percibida desde la tierra. Se le atribuye un periodo cercano a los 85 años (±15). Fue descubierto por Wolfgang Gleissberg (1903-1986) . El último máximo de actividad para el ciclo de Gleissberg ocurrió en 1960. 
Una causa posible es el efecto gravitatorio de los planetas exteriores (Júpiter, Saturno, Urano y Neptuno), ya que los máximos del ciclo se corresponden con alineaciones de estos planetas en oposición a la posición de la Tierra.